# Joseph Gerald Berry
Joseph Gerald Berry, né le 7 juin 1902 à Montréal au Québec et mort le 12 mai 1967, était un prélat canadien de l’Église catholique. De 1953 jusqu’à sa mort, il a été l’archevêque de l’archidiocèse de Halifax en Nouvelle-Écosse. De 1945 à 1953, il a été l’évêque du diocèse de Peterborough en Ontario. De 1960 à 1964, il a été le président de la Conférence des évêques catholiques du Canada.

## Biographie
Joseph Gerald Berry est né le 7 juin 1902 à Montréal au Québec. Le 11 juin 1927, il a été ordonné prêtre.
Le 7 avril 1945, il été nommé évêque du diocèse de Peterborough en Ontario. Le 7 juin suivant, il a été consacré évêque avec Ildebrando Antoniutti comme principal consécrateur et Joseph Anthony O'Sullivan et Lawrence Patrick Whelan comme principaux co-consécrateurs.
Le 28 novembre 1953, il a été nommé archevêque de l'archidiocèse de Halifax en Nouvelle-Écosse. Il a participé aux trois premières sessions du IIe concile œcuménique du Vatican, respectivement en 1962, 1963 et 1964. Il est décédé le 12 mai 1967 à l'âge de 64 ans.